# Адам Ульфік
Адам Ульфік (пол. Adam Ulfik; 28 липня 1925, Кшепиці — 3 лютого 1976, Щецин) — польський робітничий активіст, дисидент ПНР, соратник Едмунда Балуки. Активний учасник робітничих протестів 1970—1971 років. Один з лідерів страйкового руху у Щецині, керував групами охорони та безпеки на корабельні імені Варського.

## В'язень і робітник
Народився у селянській сім'ї. Під час нацистської окупації п'ятнадцятирічного підлітка відправлено на примусові роботи до Німеччини. Двічі намагався втекти, за що ув'язнено до концтабору Маутгаузен. Звільнено американськими військами у травні 1945 року.
У 1946 році Адам Ульфік нелегально пробрався з Польщі в американську зону окупації Німеччини та застрелив колишнього капо, що відрізнявся особливою жорстокістю у Маутгаузені. Мотивом убивства була помста за загиблого у концтаборі друга. Ульфіка було заарештовано та засуджено до довічного ув'язнення із заміною на десятирічний термін. Утримувався у в'язниці суворого режиму під Мюнхеном. У 1955 році звільнено та депортовано до ПНР.
Ульфік оселився у Щецині. З 1956 року працював прокатником і слюсарем на Щецинській корабельні імені Варського. Перебував під наглядом Служби безпеки ПНР — підозрювався у шпигунстві на користь США (приводом до підозри стало дострокове звільнення). Підстав для цього не було, але Ульфік дотримувався антикомуністичних поглядів, був противником урядущої ПОРП, чого майже не приховував. Неодноразово затримувався міліцією, у 1965—1968 роках тричі засуджено за «побутовими» статтями за порушення громадського порядку. В одному з випадків він вступив у бійку з патрулем і звинувачувався у побитті співробітника міліції.

## Командир страйкової гвардії
У грудні 1970 року міста Балтійського узбережжя охопили масові робітничі протести проти підвищення цін. У Щецині події набули особливої гостроти. Цьому сприяла і позиція влади: відмова першого секретаря воєводського комітету ПОРП Антонія Валашека від «розмов з натовпом», жорсткий настрій коменданта міліції Юліана Урантувки.
Кілька грудневих днів у Щецині існувало як мінімум двовладдя — комітетів ПОРП і страйкового. Секретар ЦК ПОРП Ян Шидляк з тривогою говорив про створену страйкарями Щецинську республіку. Відбулися вуличні зіткнення протестувальників з міліцією та військами, комітет ПОРП спалено. Загинули шістнадцять людей.
Ульфік безпосередньо не брав участь у грудневих сутичках. Однак він став одним з організаторів страйку на корабельні, найближчим соратником протестного лідера Едмунда Балуки. Ульфік організував охорону корабельні, зумів отримати закриту інформацію, проникнувши невпізнаним на засідання адміністрації. Мар'ян Юрчик називав Адама Ульфіка «головним опозиціонером корабельні» та зазначав, що той зумів протиставити СБ дії своєї сек'юріті.
У січні 1971 року у Щецині почалася друга хвиля страйкового руху. Головою страйкового комітету став Едмунд Балука, його заступником — Адам Ульфік. Основна функція Ульфіка полягала в організації охорони та забезпечення безпеки страйкарів. Його загони «робітничої гвардії» та служба безпеки корабельні налічували до трьохсот осіб. Органи пропаганди ПОРП звинувачували їх у «білому терорі».
Новий перший секретар ЦК ПОРП Едвард Герек змушений був відвідати Щецин і розпочати переговори з страйковим комітетом. На багатогодинній зустрічі виступав Адам Ульфік. За результатами переговорів сформовано робочу комісію, яка спостерігала за дотриманням досягнутих домовленостей. Ульфік мав у комісії посвідчення за номером 2. На першотравневу демонстрацію 1971 року Ульфік вивів колону робітників корабельні з жалобними пов'язками замість червоних. Це помітив радянський консул і Герек отримав серйозну догану від Брежнєва.

## Стеження та переслідування
Після страйку Адам Ульфік продовжував працювати на корабельні імені Варського. Він відрізнявся високою професійною кваліфікацією, мав два сертифікати раціоналізації та п'ять заявок на технічні винаходи. Адміністрація підприємства пропонувала Ульфіку переїзд у нову квартиру, проте він відмовився, справедливо сприйнявши пропозицію як спробу підкупу за відмову від суспільної активності.
Проти лідерів страйку вели активні оперативні заходи спецгрупи СБ. Ульфік кілька разів зазнавав вуличних нападів. У рапортах СБ його характеризували як «фанатично відданий Балуці, імпульсивний і безкомпромісний, запеклий і небезпечний противник, який ніколи не змиряється з поразкою». Перебував під постійним наглядом чотирьох агентів. За ним постійно рухалася зовнішня реклама, його розмови прослуховувалися. Коло друзів Ульфіка небезпідставно розглядалося як «антидержавна організація».
Проти Ульфіка було сфабриковано звинувачення у зґвалтуванні. «Жертвою» називалася психічно хвора дочка домоврядника, інформатора СБ. 23 травня 1972 року Ульфіка заарештовано. Однак медекспертиза однозначно спростувала саму подію злочину. Головний свідок звинувачення визнала обмову. Ульфіка звільнено. Офіційно звинувачення знято вже після його смерті, проте ще у ПНР.
Наступною акцією проти Ульфіка стала спроба вбивства. 30 липня 1972 року до квартири увірвалися двоє невідомих, скрутили господаря, зробили йому наркотичну ін'єкцію, відкрили газові труби та втекли. Однак Ульфік встиг отямитися, відчинити вікна та вибігти на двір. У міліційному рапорті сказано, що він «біг в одних шортах, порушуючи громадський порядок». Приблизно за рік до того, за подібних обставин, загинув інший активіст щецинського страйку Богдан Голашевський.

## Смерть і пам'ять
У грудні 1972 року під тиском влади Адам Ульфік змушено звільнився з корабельні. Йому було оформлено інвалідність із хронічного серцевого захворювання. Ульфік подав заяву на відкриття індивідуального кафе. Заклад громадського харчування було дозволено лише на значній відстані від корабельні. Стеження СБ тривало. При цьому у рапортах відзначалися наполегливі спроби Ульфіка зберігати та розвивати контакти з робітниками. Помер Ульфік від серцевого нападу у віці п'ятдесяти років.
Родичі, друзі та соратники характеризували Ульфіка як «веселу товсту людину, неприборкану та шалено активну». Разом з Едмундом Балукою, Мар'яном Юрчиком, Владиславом Токарським, Богданом Голашевським його зараховують до «непідкупних патріотів і крутих хлопців», які визначили характер Щецинської республіки.
При цьому зазначається, що Ульфік і Голашевський майже невідомі у Щецині, не кажучи про всю Польщу, і «це час змінити».